# جون بوينتون فيليب كلايتون هيل
جون بوينتون فيليب كلايتون هيل هو محامي وسياسي أمريكي، ولد في 2 مايو 1879 في أنابولس في الولايات المتحدة، وتوفي في 23 مايو 1941. نشط حزبياً في الحزب الجمهوري. وقد انتخب عضو مجلس النواب الأمريكي ‏.